# آيت بوحدو (تزكين)
آيت بوحدو هو دُوَّار يقع بجماعة تزكين، إقليم الحوز، جهة مراكش آسفي في المملكة المغربية. ينتمي الدوّار لمشيخة تزكين التي تضم 33 دوار. يقدر عدد سكانه بـ 277 نسمة حسب الإحصاء الرسمي للسكان والسكنى لسنة 2004.

## وصلات خارجية
- البوابة الوطنية للجماعات الترابية
- المندوبية السامية للتخطيط